# エリトリア解放戦線統一組織
エリトリア解放戦線統一組織（エリトリアかいほうせんせんとういつそしき、英語: Eritrean Liberation Front - United Organization,ELF-UO）はエリトリアを拠点とするエチオピアの反政府組織。 代表者はモハメド・サイード・ナウィド(Mohammed Said NAWD,MOHAMED SAYEED NAWID)。 

## 概要
ELF-UOは、1958年に結成されたエリトリア解放戦線(ELF)から1980年代に分離・結成した組織。エリトリア暫定政府統治下の1992年に解散し、メンバーの一部は旧エリトリア人民解放戦線(EPLF)である与党・民主正義人民戦線(PFDJ)に合流した。